# Caloenas canacorum
Caloenas canacorum is een uitgestorven vogel uit de familie Columbidae (duiven en tortelduiven). 
Caloenas canacorum werd beschreven door Jean Christophe Balouet en Storrs L. Olson in 1989, aan de hand van fossiele resten (waaronder een paar ravenbeksbeenderen) aangetroffen in afzettingen, wellicht uit het Holoceen, in de Pindai Caves, een grottencomplex aan de westkust van Nieuw-Caledonië. De soortnaam is afgeleid van kanaka, de naam van de oorspronkelijke bewoners van Nieuw-Caledonië (de Kanaken).
Deze duivensoort was ongeveer 25% groter dan de nog bestaande soort Caloenas nicobarica of manenduif, die voorkomt in Zuid- en Zuid-oost-Azië en op kleine eilanden in de Indische en Stille Oceaan, van de Nicobaren tot de Salomonseilanden. De geschatte groote is 38 cm, van de snavel tot het tipje van de staart. De vogel was wellicht een belangrijke bron van voedsel voor de eerste menselijke bewoners van Nieuw-Caledonië.
In 1989 heeft David W. Steadman fossiele fragmenten die werden aangetroffen in de archeologische site Tongoleleka op het eiland Lifuka dat deel uitmaakt van Tonga, onder voorbehoud, toegeschreven aan Caloenas canacorum.